# 钢铁飞龙之奥特曼崛起
钢铁飞龙之奥特曼崛起，2019年1月18日上映的中国大陆动画电影，由王巍执导。蓝弧文化奥特曼动画大电影的第二部，情节承接了2017年10月1日上映的前作《钢铁飞龙之再见奥特曼》。

## 宣传发行
2018年11月13日，《钢铁飞龙之奥特曼崛起》宣布定档2019年1月18日。同日，影片发布首款海报，小男主“乐乐”的形象首次曝光。2019年1月13日，影片首映仪式在北京举行。2019年1月18日，影片正式在中国全国范围内上映。